# Edfrid Hänicke
Edfrid Reinhold Wolfram Hänicke (* 25. Mai 1912 in Friedenau bei Berlin; † 29. März 1982 in Berlin-Wilmersdorf) war ein deutscher Politiker (FDP).

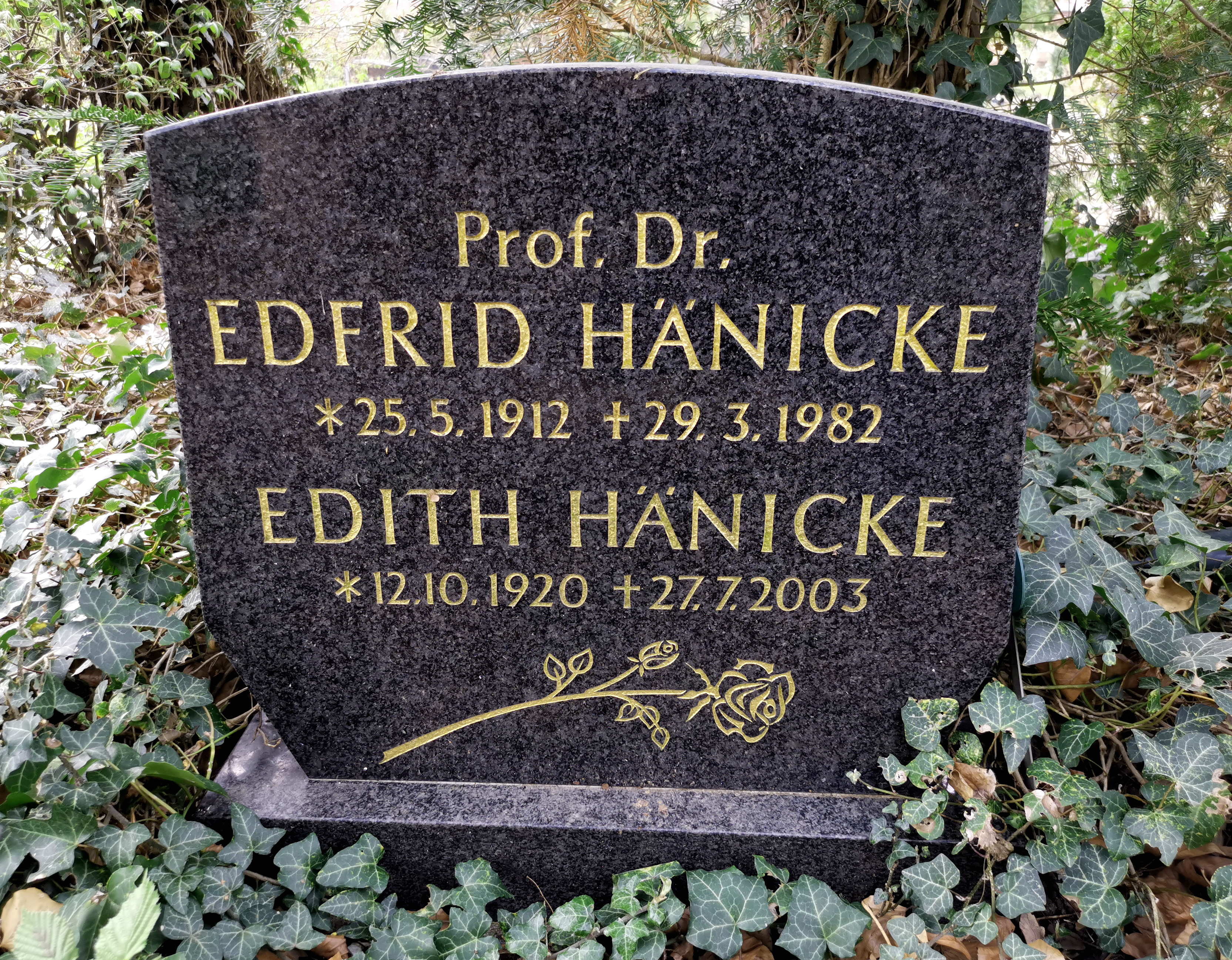
Grab auf dem Friedhof Schöneberg III

Edfrid Hänicke besuchte ein Reform-Realgymnasium und legte dort das Abitur ab. 1932 schloss er eine Lehre im Versicherungsgewerbe ab und trat 1933 als Dienstanfänger in das Reichsversicherungsamt ein. Dort absolvierte er die Sekretär- und Inspektorenprüfung. Von 1933 bis 1938 besuchte er die Verwaltungsakademie Berlin, wurde aber mehrfach gemaßregelt. Von 1939 bis 1943 war er bei der Wehrmacht und verließ diese als Schwerkriegsbeschädigter. 1940 erfolgte der Abschluss als Diplom-Sozialbeamter. Dem folgte von 1941 bis 1944 ein Studium der Betriebs- und Wirtschaftswissenschaften an der Universität Berlin, das er mit dem Examen als Diplom-Kaufmann erfolgreich beendete. 1947 erfolgte die Promotion zum Dr. rer. pol. 1945 wurde er Beiratsmitglied des Reichsversicherungsamts, später Abteilungsleiter bei der Versicherungsanstalt Berlin. 1948 schied er aus dem Dienst aus, war ab 1949 richterlicher Vorsitzender im Sozialversicherungsamt sowie ab 1945 Dozent für Staats- und Verwaltungsrecht und ab 1947 Vorstandsmitglied der Verwaltungsschule Groß-Berlin. Ab 1945 war er zudem Vorstandsmitglied der Schwerkriegsbeschädigtenorganisation der Versicherungsanstalt Berlin, Leiter einer Schwerbeschädigtenwerkstätte und ab 1951 Mitglied des Arbeitsausschusses der Schwerbeschädigten im öffentlichen Dienst.
1945 wurde er Mitglied der LDP/FDP Berlin. Er war von 1951 bis 1955 Mitglied des ersten Abgeordnetenhauses von Berlin.
Hänicke fand seine letzte Ruhe auf dem Friedhof Schöneberg III in der Stubenrauchstraße in Berlin-Friedenau (Abteilung 22, Nummer 2).